# Guinea (Claverol)
Guinea és una zona de camps de conreu del Pallars Jussà situada en el terme municipal de Conca de Dalt, a l'antic terme de Claverol, en terres del poble del Pont de Claverol.
Està situada al sud-est del Pont de Claverol i al sud-oest del de Claverol, a ponent de la Carretera de Claverol a llevant de la part meridional de l'Obac de Claverol. La Carretera de Claverol passa pel costat de llevant d'aquest paratge. És al nord de les Boïgues i al sud de lo Rengar de Motes.